# Kupiuka
Kupiuka Ruiz, 2010 è un genere di ragni appartenente alla famiglia Salticidae.

## Distribuzione
Le otto specie oggi note di questo genere sono state rinvenute in Brasile.

## Tassonomia
A giugno 2011, si compone di otto specie:
- Kupiuka adisi Ruiz, 2010 - Brasile
- Kupiuka extratheca Ruiz, 2010[2] - Brasile
- Kupiuka heteropicta Ruiz, 2010 - Brasile
- Kupiuka murici Ruiz, 2010 - Brasile
- Kupiuka overalli Ruiz, 2010 - Brasile
- Kupiuka paulista Ruiz, 2010 - Brasile
- Kupiuka taruman Ruiz, 2010 - Brasile
- Kupiuka vochysiae Ruiz, 2010 - Brasile